# カウボーイ・ウェイ/荒野のヒーローN.Y.へ行く
『カウボーイ・ウェイ/荒野のヒーローN.Y.へ行く』（原題：The Cowboy Way）は1994年のアメリカの映画。田舎のカウボーイが、友人の娘を探すため、大都会で大暴れするアクションコメディである。

## ストーリー
ニューメキシコ州在住のカウボーイ、ペッパーとソニーは大会で優勝したこともあるほどの名コンビだったが、ある大会の決勝にペッパーが来なかったことが原因で仲たがいしていた。常に馬鹿騒ぎを過ごすペッパーに対し、ソニーは先に大人になり牧場の経営を夢見ていた。購入資金を手にいれるチャンスをふいにされたソニーは親友の裏切りが許せなかった。
ある日、ソニーは自宅のドアに、友人のナッチョの手による「ニューヨークに行くので、銃を借りる。」という書置きを見つける。そしてナッチョの娘、テレサが行方不明になったことを知る。事態の進展の無さに心配したソニーは単独でニューヨークに行こうとするが、ペッパーも同行すると言い出す。最初は拒んでいたソニーだが、結局ペッパーとともにニューヨークに行くことにする。
ニューヨークに着くと、二人は都会のギャップを気にもせず、路上で騎馬警察の馬を駆りテレサを探す。無敵のセックスアピールで女性をメロメロにしたり、ギャングの手下（ルイス・ガスマン）を弄ったり珍道中を繰り広げながらも、二人はついにテレサを誘拐した悪党を追いつめ、無事に救出に成功する。帰りの道中で仲違いして別れていた時期に金が無いペッパーが都会でどう算段をしたのかソニーが尋ねるが答えない。彼等の視線の上にある屋上看板には男らしさをアピールした下着の宣伝でパンツ一丁のペッパーがモデルになっていた。

## キャスト
役名・役柄、俳優、日本語吹替。
- ペッパー - ウディ・ハレルソン（島田敏）
- ソニー - キーファー・サザーランド（大塚明夫）
- ジョン・スターク - ディラン・マクダーモット（相沢まさき）
- サム・"マッドドッグ"・ショー - アーニー・ハドソン（平田広明）
- テレサ - カーラ・ブオノ（深水由美）
- マーガレット - マージ・ヘルゲンバーガー
- マニー - トーマス・ミリアン（小島敏彦）
- チャンゴ - ルイス・ガスマン
- NY市警のPCオペレーター - アリソン・ジェイニー
- ボカ - エンジェル・カバン
- ポップ・フライ - マシュー・カウルズ
- ナチョ・サラザール - ホアキン・マルティネス
- メルバ - クリスティン・ベア
- ジャック - クリスチャン・オーバート
- ガストン - エマニュエル・シュエレブ
- 受付係 - フランシー・スィフト
- ウェイター - クリストファー・デュラング
- カルロス - ホセ・ズニーガ
- 特別出演 - トラヴィス・トリット